# Calle Hoyos
La calle Hoyos es un bien del patrimonio boliviano, declarada de valor monumental por las autoridades locales. Es parte del patrimonio urbano y arquitectónico de Potosí. El trazo de la calle es de origen colonial y las edificaciones que han consolidado su valor patrimonial fueron edificada entre el s XVI y el s XX.

## Historia
Es una vía que en el virreinato se denominó calle de la Merced ya que el templo del mismo nombre estaba sobre ella, a partir del periodo republicano la calle fue denominada Casimiro Hoyos un patriota que proclamó la autonomía del Alto Perú,

## Trazado Urbano
Así mismo sobre esta calle se encuentran ubicados numerosos edificios patrimoniales que comparten la catalogación de bienes culturales bolivianos con valor monumental, como la Plazuela Pichincha, Templo de la Merced y la Parroquia de San Martín, además de desembocar en el Teatro Omiste, el Colegio Pichincha, la Catedral y la Plaza 6 de agosto (Plaza principal de la ciudad) 
Al ser una vía principal de la ciudad de Potosí pertenece al Centro Histórico por lo que constituye uno de los ejes urbanos principales.
El Gobierno Autónomo Municipal de Potosí la incluyó en la serie de Circuitos de recorridos que permiten valorar y visibilizar las características que permitieron la declaratoria de la ciudad de  Potosí como Patrimonio Mundial de la Humanidad en 1987. La calle Hoyos, es parte del Circuito 2 junto a los edificios mencionados previamente y el Liceo de Señoritas Sucre que inicialmente fuera la Casona de Doña Josefa Lizarazu de Linares.

## Características
En la calle conviven diferentes épocas, siendo los edificios más destacados los pertenecientes al estilo colonial español, barroco mestizo y republicano.